# Питър Кери
Питър Кери (на английски: Peter Carey) е австралийски сценарист и писател, автор на произведения в жанровете исторически роман, драма, фентъзи, съвременен роман и документалистика.
Той е двукратен носител на престижната награда „Букър“ и трикратен носител на австралийската награда „Майлс Франклин“.

## Биография и творчество
Питър Филип Кери е роден на 7 май 1943 г. в Бакхус Марш, Виктория, Австралия, в семейство на представители и търговци на автомобили на „Дженерал Мотърс“. Завършва престижната частна гимназия в Джилонг през 1960 г. Започва да учи химия и зоология в Университета „Монаш“ в Мелбърн, но след автомобилна катастрофа и липса на интерес напуска след първата година. В университета среща първата си съпруга, Лий Уитман, с която се жени през 1964 г.
В периода 1962-1967 г. започва да работи в областта на рекламата, включително по кампании за автомобили и вино, и учейки се от свои колеги, водещи в бранша. Чете много книги и от 1964 г. сам започва да пише, като до 1971 г. е автор на 5 ръкописа, които са отхвърлени. Непубликуваните му ръкописи се съхраняват от библиотеката „Фрайър“ в Университета на Куинсланд. Първите му разкази са публикувани през 1966 и 1967 г.
През 1968 г. със съпругата си пътуват през Иран и Европа и се установяват в Лондон, където продължава да работи в рекламата, и едновременно да пише в свободното си време. През 1970 г. се връщат в Австралия и той работи в рекламата в Мелбърн и Сидни. Продължава да публикува разкази, а през 1974 г. те са издадени в сборника „The Fat Man in History“ (Дебелакът в историята), който го прави известен.
След раздяла със съпругата си, през 1976 г. се премества в Куинсланд с художничката Марго Хътчесън. Работи едновременно и в Сидни, където през 1980 г. е съосновател на собствена рекламна агенция. През 1980 г. се развежда с Лий Уитман.
Първият му роман, „Bliss“, е издаден през 1981 г. През 1985 г. по съвместен сценарий с Рей Лоурънс романът е екранизиран в едноименния филм. Издаденият му през същата година роман „Illywhacker“ е номиниран за Световната награда за фентъзи.
През 1981 г. се премества в Белинген, Нов Южен Уелс. През 1985 г. се жени за режисьорката Алисън Съмърс.
През 1988 г. е издаден известният му роман „Оскар и Лусинда“, вдъхновен отчасти по времето му в Белинген. Романът печели международно признание и е удостоен с наградата „Букър“. През 1997 г. романът е екранизиран с участието на Ралф Файнс, Кейт Бланшет и Киърън Хайндс.
През 1990 г. той продава дела си в агенцията и се премества с жена си и сина си в Ню Йорк. Учи творческо писане в Нюйоркския университет. В Ню Йорк пише романа си „The Tax Inspector“ (Данъчният инспектор). В допълнение към писането си сътрудничи с Вим Вендерс за сценария на филма „До края на света“ (1991), екранизиран с участието на Уилям Хърт, Сам Нийл и Макс фон Сюдов.
Пише предимно на теми, свързани с Австралия. През 2000 г. е издаден романът му „Истинската история на бандата на Кели“ за известния Нед Кели. Романът също получава наградата „Букър“. През 2019 г. е екранизиран в едноименния филм с участието на Ръсел Кроу и Джордж Маккей.
През 2005 г. се развежда с Алисън Съмърс и се жени за британската издателка Франсис Коуди.
Освен да пише, от 2003 г. работи и като ръководител на магистърската програма по творческото писане в „Хънтър Колидж“, част от Градския университет на Ню Йорк.
Член е на Кралското литературно дружество (1989), почетен сътрудник на Австралийската хуманитарна академия (2001), член на Американската академия на изкуство и наука (2003) и е член на Академията за изкуства и литература (2016). През 2012 г. е удостоен с Ордена на Австралия за „отлична служба на литературата като писател, чрез международно популяризиране на австралийската идентичност, и като наставник на възникващите писатели.“ През 2014 г. е удостоен с титлата „доктор хонорис кауза“ от университета на Сидни.
Питър Кери живее със семейството си в Ню Йорк.

## Произведения

### Самостоятелни романи
- Bliss (1981)
- Illywhacker (1985)
- Oscar and Lucinda (1988) – награда „Букър“
Оскар и Лусинда, изд.: ИК „Персей“, София (2005), прев. Стамен Стойчев
- The Tax Inspector (1991)
- The Unusual Life of Tristan Smith (1994)
- The Big Bazoohley (1995)
- Jack Maggs (1997) – награда на Сдружението на писателите
- True History of the Kelly Gang (2000) – награда „Букър“
Истинската история на бандата на Кели, изд.: ИК „Персей“, София (2007), прев. Емил Минчев
- My Life as a Fake (2003)
- Theft (2006)
- His Illegal Self (2008)
- Parrot and Olivier in America (2009)
- The Chemistry of Tears (2012)
- Amnesia (2014)
- A Long Way From Home (2018)

### Сборници
- The Fat Man in History (1974) – издаден и като „Exotic Pleasures“
- War Crimes (1979)
- Collected Stories (1994)

### Документалистика
- 30 Days in Sydney (2001)
- Wrong About Japan (2004)

### Екранизации
- 1985 Bliss – сценарий
- 1986 Dead End Drive-In
- 1991 До края на света, Until the End of the World – сценарий
- 1997 Оскар и Лусинда, Oscar and Lucinda
- 2012 Happy Story
- 2019 The True History of the Kelly Gang